# Chilali
Chilali est un prénom féminin.

## Sens et origine du prénom
- Prénom féminin d'origine nord-amérindienne[1].
- Prénom qui signifie « oiseau de neige ».
- À ne pas confondre avec le nom de famille « Chilali » assez rare.

## Prénom de personnes célèbres et fréquence
- Chilali Hugo - Musicien (harpe).
- Prénom du personnage principal dans le livre d'Eva Jaussaud, Ma première vie.
- Prénom aujourd'hui relativement peu usité aux États-Unis[2].
- Prénom donné en France en 2002 [3].